# Rio Óder
Óder é um rio da Europa central que nasce na República Checa (maciço da Boémia), onde é chamado Vjodr. Corre no rumo geral de noroeste, atravessando a planície da Silésia (Polónia), onde recebe o nome de Odra, e a extensa planície germano-polaca, já com o nome de Oder. Serve de fronteira entre a Alemanha e a Polónia. Após percorrer 885 km, atinge o mar Báltico, ainda em terras polacas, formando largo estuário e penetrando na Stettiner Haff, laguna que se comunica com aquele mar pelas passagens de Peene, Swinne e Dievenow. Pela margem esquerda recebe o Bobr (Bober) e o importante Neisse, também originário do maciço da Boémia.